# Hliník
Hliník (chemická značka Al, latinsky aluminium) je velmi lehký kov bělavě šedé barvy, velmi dobrý vodič elektrického proudu, široce používaný v elektrotechnice a ve formě slitin v leteckém průmyslu a mnoha dalších aplikacích.

## Základní fyzikálně-chemické vlastnosti

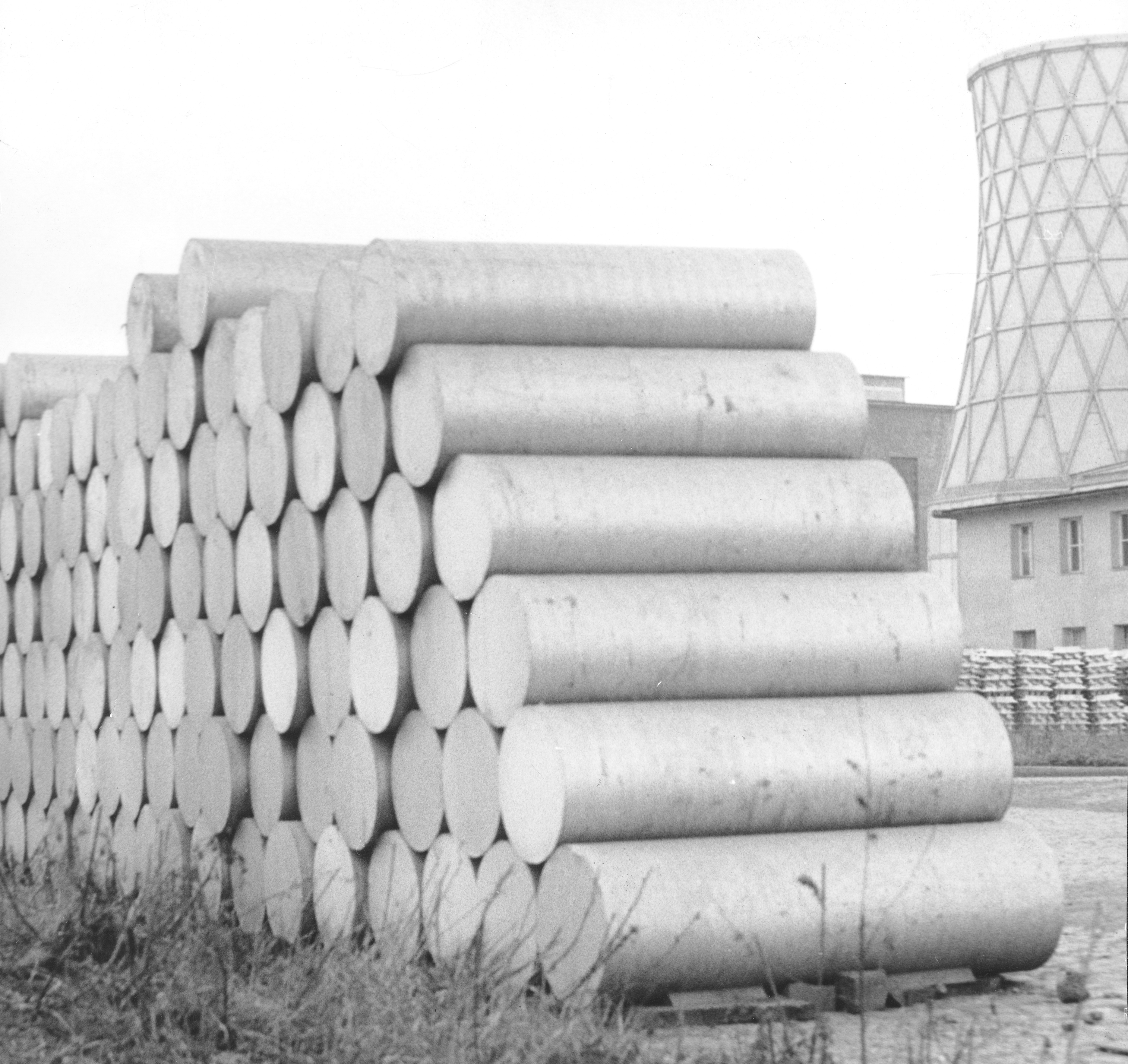
Extrudované hliníkové ingoty

Neušlechtilý stříbřitě šedý, nestálý, kujný kov, elektricky velmi dobře vodivý. Při teplotách pod 1,18 K je supravodivý. Atomy tvoří kovové krystaly tvořené krychlovými plošně centrovanými elementárními buňkami, což odpovídá nejtěsnějšímu uspořádání kulových atomů. Uměle byly vytvořeny nebo počítačem namodelovány i alotropické modifikace s rozvolněnější mřížkou.
V přírodě se vyskytuje zejména ve formě sloučenin, nejznámější rudou je bauxit Al2O3 · 2 H2O (dihydrát oxidu hlinitého).
Vytváří sloučeniny v oxidačních číslech +I až +III, nejběžnější a nejstabilnější jsou sloučeniny hlinité. V kyselém prostředí tvoří ve vodném roztoku hlinitý kation, v alkalickém prostředí pak hlinitanový anion [AlO2]−. Hliník je v čistém stavu velmi reaktivní, na vzduchu se rychle pokryje tenkou vrstvičkou oxidu Al2O3, která chrání kov před další oxidací.
Hliník je velmi dobře rozpustný ve zředěných kyselinách, koncentrovaná kyselina dusičná či kyselina sírová jej však stejně jako vzdušný kyslík pokryjí pasivační vrstvou oxidu. Také hydroxidy alkalických kovů snadno rozpouštějí kovový hliník za vzniku hlinitanů (AlO2)−.
Hliník a slitiny hliníku jsou velmi dobře svařitelné téměř všemi metodami svařování. Výjimkou je slitina dural, která je svařitelná obtížně. Hliník a jeho slitiny trpí únavou materiálu (na rozdíl od oceli), která neustále přibývá i při malém namáhání a vede později k oslabení a destrukci (zlomům).
Hliník byl v kovové formě izolován roku 1825 dánským fyzikem Hansem Christianem Ørstedem.

## Výskyt v přírodě
Díky velké reaktivitě hliníku se v přírodě vyskytují prakticky pouze jeho sloučeniny.
Hliník je třetím nejvíce zastoupeným prvkem v zemské kůře. Podle posledních dostupných údajů tvoří hliník 7,5–8,3 % zemské kůry. V mořské vodě je jeho koncentrace velmi nízká, pouze 0,01 mg Al/l a ve vesmíru připadá na jeden atom hliníku přibližně půl milionu atomů vodíku.
Nejběžnější horninou na bázi hliníku je bauxit, Al2O3 · 2 H2O. Obvykle bývá doprovázen dalšími příměsemi na bázi oxidů křemíku, titanu, železa a dalších.
Jiným významným minerálem je kryolit, hexafluorohlinitan sodný Na3AlF6, používaný především jako tavidlo pro snížení teploty tání oxidu hlinitého při elektrolytické výrobě hliníku.
Minerály na bázi oxidu hlinitého Al2O3 patří mezi velmi významné i ceněné. Korund je na 9. místě Mohsovy stupnice tvrdosti. Technický oxid hlinitý se nazývá také elektrit a je hojně využíván k výrobě brusného papíru.
Drahé kameny, jejichž základním materiálem je oxid hlinitý, se liší příměsemi, které způsobují jejich charakteristické zbarvení. Červený rubín je zbarven příměsí oxidu chromu, modrý safír obsahuje především stopová množství oxidů titanu a železa.
Obě zmíněné formy korundu patří k nejvíce ceněným drahým kamenům na světě, ale mají i významné využití v technice. Safírové hroty vynikají svou tvrdostí a odolností a vybavují se jimi špičkové vědecké měřicí přístroje. Rubín je znám jako materiál pro konstrukci prvního laseru na světě. Titano-safírový laser vyniká extrémně krátkými pulsy (pod 50 fs)

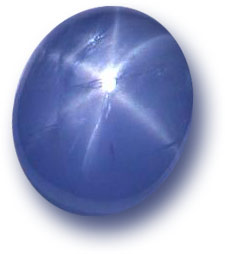
Safír
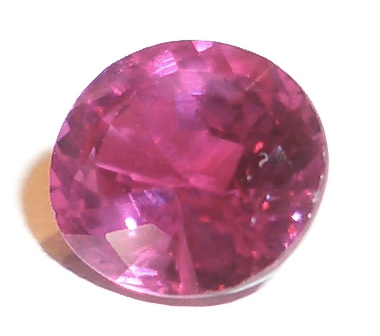
Rubín
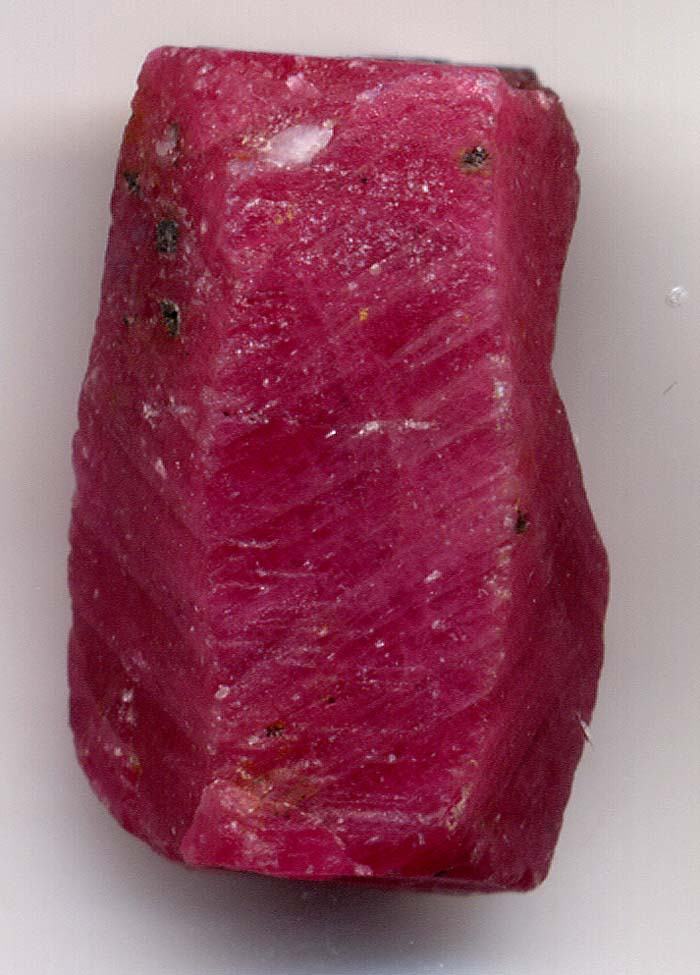
Přírodní korund

## Výroba

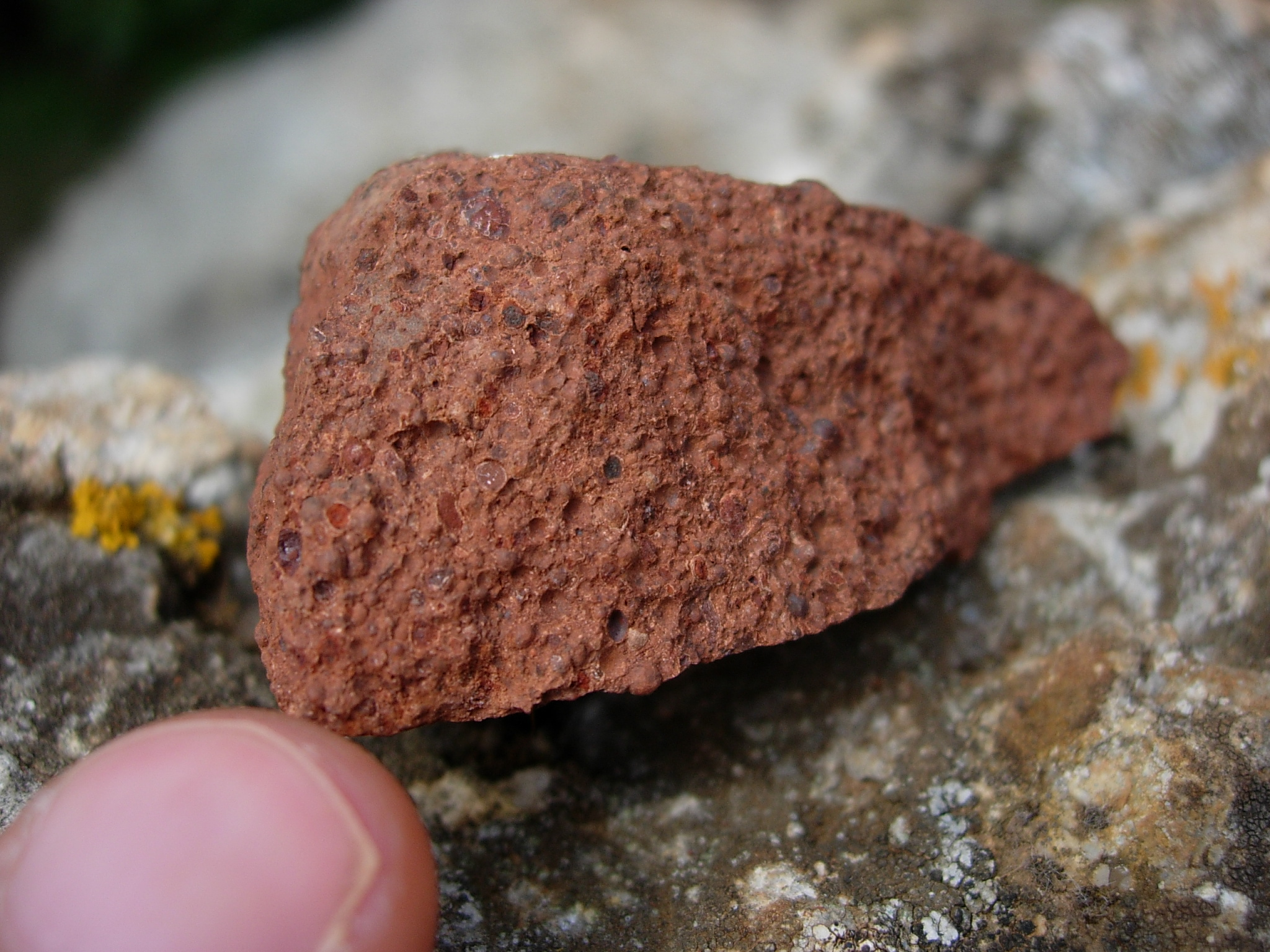
Bauxit, hlavní ruda hliníku

Přestože hliník patří mezi prvky nejvíce zastoupené v zemské kůře, patřila jeho průmyslová výroba do ještě poměrně nedávné doby k velmi obtížným procesům. Je to především z toho důvodu, že elementární hliník nelze jednoduše metalurgicky vyredukovat z jeho rudy jako např. železo koksem ve vysoké peci. Teprve zvládnutí průmyslové elektrolýzy taveniny kovových rud umožnilo současnou mnohasettunovou roční produkci čistého hliníku.
Při elektrolýze se z taveniny směsi předem přečištěného bauxitu a kryolitu o teplotě asi 950 °C na katodě vylučuje elementární hliník, na grafitové anodě vzniká kyslík, který ihned reaguje s materiálem elektrody za vzniku toxického plynného oxidu uhelnatého, CO.
Na území někdejšího Československa byla roku 1933 zahájena výroba hliníkových plechů a později roku 1954 výroba spotřebního zboží z hliníkových fólií v Břidličné. Společnost ve výrobě nadále setrvává. Dále roku 1953 započala výroba hliníku ve slovenském Žiaru nad Hronom, kam se převážná většina bauxitu dovážela z Maďarska. Výroba hliníku Söderbergovou technologií zde byla ukončena v roce 1998.
Největšími světovými producenty hliníku jsou firmy Rio Tinto Alcan, Rusal a Aluminum Company of America.

## Využití kovového hliníku

### Předměty denní potřeby
Hliník nalézá uplatnění především díky své poměrně značné chemické odolnosti a nízké hmotnosti. Proto se z jeho slitin vyrábějí například některé drobné mince, ale i běžné kuchyňské nádobí a příbory. Po vyválcování do tenké fólie se s ním setkáme pod názvem alobal při tepelné úpravě pokrmů nebo jako ochranného obalového materiálu pro nejrůznější aplikace. Ve stavebnictví se používají lisované hliníkové profily, ze kterých se vyrábějí např. okna a dveře.
Společně se stříbrem slouží hliník ve formě velmi tenké fólie jako záznamové médium v kompaktních discích (CD) ať již pro záznam zvuku nebo jako paměťové médium ve výpočetní technice. Tato vrstva se na plastový podklad obvykle napařuje tichým elektrickým výbojem ve vakuu.

### Hliník jako vodič

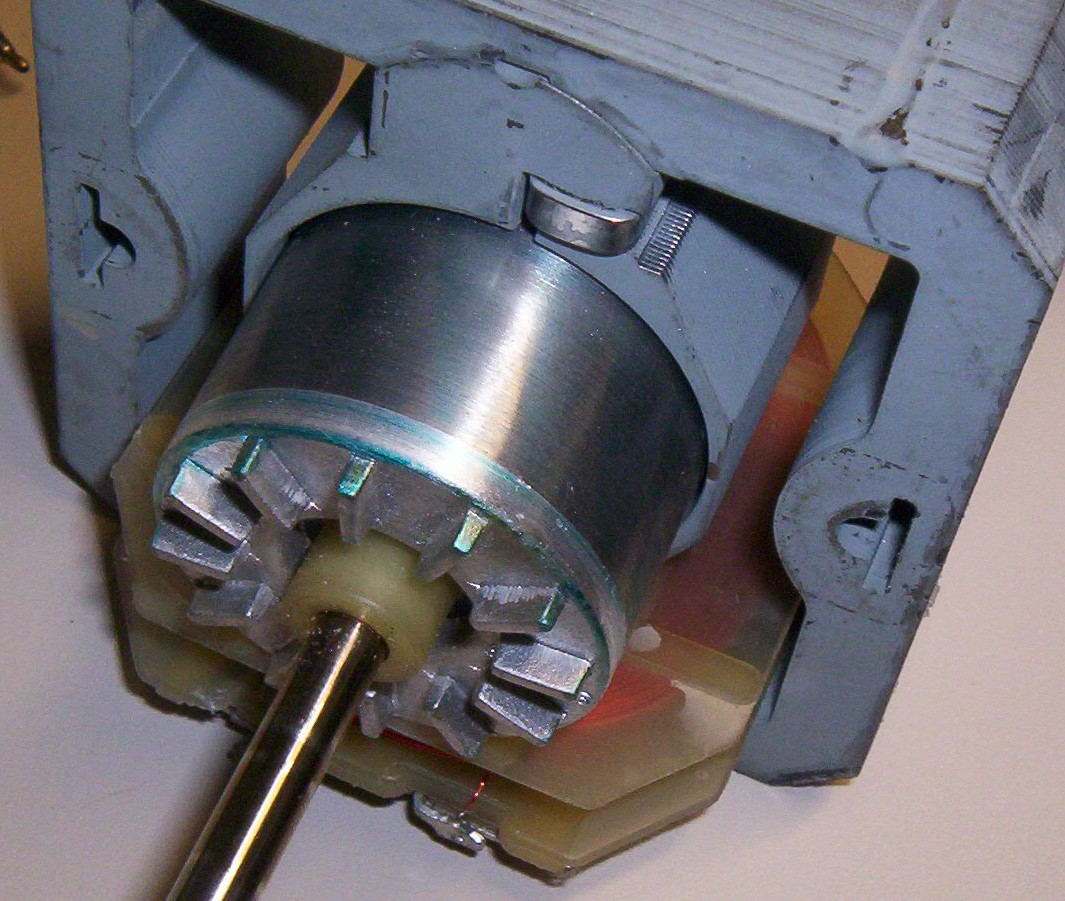
Hliníkový krycí výlisek klece pólového motoru.

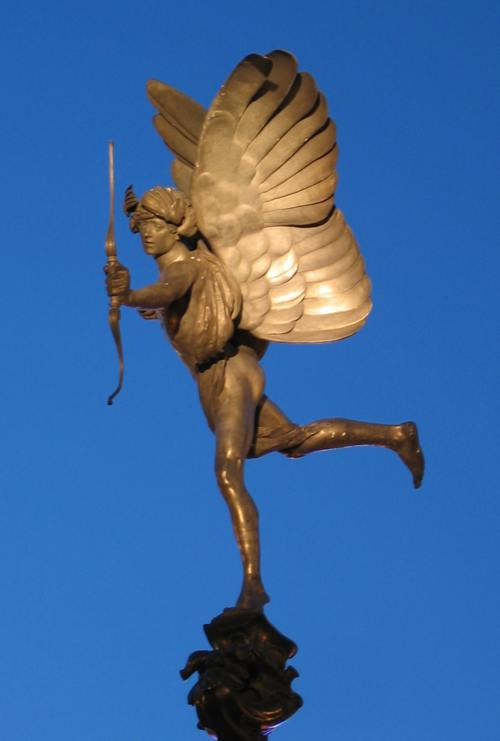
Londýn – kovová socha boha Erota odlitá z hliníku

Vzhledem k poměrně dobré elektrické vodivosti se hliníku užívá jako materiálu pro elektrické vodiče. Oproti použití mědi má ovšem některé nevýhody: Hliník je křehčí, vodič se např. opakovaným ohybem snadno zlomí. Průchodem proudu se zahřívá a zvětšuje svůj objem. Pokud je hliníkový vodič spojen mechanicky s jiným vodičem kupříkladu pomocí šroubu, pak toto roztažení nemůže probíhat všemi směry stejně. Není-li spoj optimálně navržen, dojde k plastické deformaci měkkého hliníku. Při ochlazení, tedy když proud přestane vodičem protékat, se naopak smrští rovnoměrně ve všech směrech, což způsobí, že se šroubované kontakty poněkud uvolní, čímž se zvýší jejich přechodový odpor, který následně vede ke zvýšenému zahřívání. Navíc se hliníkový vodič vlivem působení vzdušného kyslíku potahuje vrstvičkou nevodivého Al2O3 a vinou toho se přechodový odpor mezi vodičem a svorkovnicí dále zvyšuje. Hliníkové kontakty mají být proto pravidelně dotahovány, aby se zmenšilo nebezpečí vzniku požáru.
Tyto vlastnosti vedly v posledních letech k omezení používání hliníku ve prospěch mědi zejména v domovních rozvodech. Nadále se hliník jako vodič běžně používá v dálkových rozvodech a průmyslových aplikacích, které jsou pod profesionálním dohledem.

### Aluminotermie
Díky své elektropozitivitě má hliník značnou afinitu ke kyslíku a ochotně s ním reaguje. Této vlastnosti využívá aluminotermie – metoda výroby některých kovů z jejich oxidů za použití hliníku jako redukčního činidla. Při uvedené reakci se také uvolňuje značné množství tepla a teplota dosahuje dostatečných hodnot pro roztavení např. železa. Následující reakce práškového hliníku s oxidem železitým se dříve často používalo ke spojování železných kolejnic vzniklým roztaveným železem.
2 Al + Fe2O3 → Al2O3 + 2 Fe
Aluminotermická metoda se v praxi využívá při výrobě kovů, které nelze redukovat uhlíkem. Mezi tyto kovy patří například molybden, mangan, chrom a vanad. Při reakci vzniká oxid hlinitý a příslušný kov:
Cr2O3 + 2 Al → 2 Cr + Al2O3
Práškový hliník se používá také jako složka některých trhavin, protože svoji přítomností zvyšuje teplotu exploze i brizanci výbušniny.

### Slitiny hliníku
Nejdůležitější je však uplatnění hliníku ve formě slitin, z nichž bezesporu nejznámější je slitina s hořčíkem, mědí a manganem, známá jako dural. Tento materiál má oproti samotnému hliníku mnohem větší pevnost a tvrdost při zachování velmi malé hustoty. Zároveň jsou i značně odolné vůči korozi. Všechny uvedené vlastnosti předurčují dural jako ideální materiál pro letecký a automobilový průmysl, ale setkáme se s ním při výrobě výtahů, jízdních kol, lehkých žebříků a podobných aplikacích.

## Sloučeniny hliníku a jejich význam
Nejvýznamnější sloučeninou hliníku je oxid hlinitý, Al2O3. Tato látka se vyskytuje v řadě modifikací se zcela odlišnými fyzikálně-chemickými vlastnostmi.
- Krystalický Al2O3 má název korund a k jeho základním vlastnostem patří mimořádná tvrdost a chemická odolnost. V přírodě se nachází v řadě různých modifikací, drahokamy safír a rubín jsou zmíněny v předchozí kapitole. Uměle vyráběný korund nalézá řadu praktických uplatnění, od výroby laserů po osazování hlavic geologických vrtných souprav a kovoobráběcích nástrojů pro práci s mimořádně odolnými materiály.
- Chemicky připravený oxid hlinitý se označuje názvem alumina. Podle podmínek výroby vykazuje tento materiál různé fyzikální vlastnosti, základní typy aluminy se označují jako alfa, beta a gama. Nejvýznamnější uplatnění nalézá alumina v chemickém průmyslu jako inertní nosič katalyzátorů v organické i anorganické syntéze. Příkladem mohou být hydrogenační katalyzátory na bázi elementární platiny, pracující za teplot přes 300 °C a tlaků desítek atmosfér. I za těchto extrémních podmínek dosahuje životnost těchto katalytických systémů stovek až tisíců pracovních hodin.
- Speciálně upravená alumina nanesená v tenké vrstvě na inertním nosiči slouží pro separaci organických sloučenin chromatografií na tenké vrstvě. Tato analytická technika je ekonomicky velmi nenáročná a nalézá uplatnění například v kontrole průmyslového dělení směsí přírodních barviv a dalších typů sloučenin.

Chlorid hlinitý, AlCl3 je velmi významný průmyslový katalyzátor v oboru organické syntézy. Uplatňuje se zde jako Lewisovská kyselina, jejímž působením dochází vnášení alkylových skupin na aromatické jádro nebo halogenaci uhlovodíků do předem zvolené polohy. Reakce tohoto typu jsou souborně označovány jako Friedelovy-Craftsovy reakce, klasickým příkladem je výroba toluenu reakcí chloroformu s benzenem nebo syntéza styrenu z ethenu a benzenu.
Fluorid hlinitý AlF3 a fosforečnan hlinitý AlPO4 patří mezi velmi málo rozpustné sloučeniny hliníku. V analytické chemii slouží k  vážkovému (gravimetrickému) stanovení obsahu hliníku v roztoku a fosforečnanový ion může odstraňovat i malá množství hliníku z odpadních a průmyslových vod.
Octan hlinitý Al(CH3COO)3 se používá v lékařství jako účinná látka v mastech proti otokům.
Hlinité sloučeniny se špatně rozpouštějí (příliš toxické tak nejsou).

## Zdravotní rizika
Hliník nemá použití v organismech, ať již rostlinné nebo živočišné, navzdory jeho značnému zastoupení v zemské kůře. Při pH 6–9 (relevantní pro většinu lidského těla), hliník je vysrážen ve formě hydroxidu a tedy není dostupný ve formě solí. Většina prvků jež sdílí toto chování nemá žádný účel v organismu, nebo jsou toxické.
Hliník není klasifikován jako karcinogen dle Ministerstva zdravotnictví a sociální péče Spojených států amerických. Studie zveřejněná v roce 1988 ukazuje že běžné úrovně vystavení se hliníku nemá vliv na zdravého jedince. A toxikologická studie z roku 2014 nenašla škodlivé účinky u dávek hliníku nižších než 40 mg/kg tělesné hmotnosti.. Většina hliníku odchází z těla v exkrementech, hliník jež se dostane do krve je vyloučen močí.
Jako kritický účinek považuje Evropský úřad pro bezpečnost potravin možné negativní ovlivnění vývoje nervové soustavy. Tolerovaný týdenní příjem hliníku byl proto stanoven ve výši na 1 miligram na kilogram tělesné hmotnosti za týden.
Minimální úroveň rizika (množství při kterém nejsou pozorovány zdravotní účinky) jak v střednědobém (15-364 dní) tak v chronickém (1+ let) horizontu byla stanovena na 1 mg/kg/den, tedy u 70 kg průměrného člověka činí 490 mg hliníku za týden.
Podle provedených výzkumů byly zjištěny nadměrné koncentrace hliníku v mozku lidí s Alzheimerovou chorobou. Výzkum ověřil tuto teorii laboratorními testy na zvířatech, kde pokud byl hliník vpíchnut do mozku laboratorních zvířat, tak se u nich vyvinula neurologická choroba podobná Alzheimeru. Daná studie však byla popřena jinými studiemi. Hliník nebyl spojen s vývojem Alzheimerovy choroby ani po 40 letech výzkumu, jak ukazuje studie z roku 2018.
Některé studie oponují, že se to nepodařilo prokázat. Výzkumy, díky kterým vznikl tento předpoklad, mohly být ovlivněny tím, že se část lidí setkávala poměrně často s hliníkovým příborem a nádobím, a měli tedy zvýšenou hladinu hliníku. V současnosti je však na obsah hliníku velmi pečlivě testována především krevní plazma, která by při pravidelných krevních transfuzích mohla zvýšit hladinu hliníku v krvi pacienta.[zdroj⁠?!] Obdobná pravidla platí pro všechny dialyzační roztoky, používané při chronickém selhání ledvin.
Poměrně diskutovaným problémem je riziko používání hliníkového nádobí a příborů při přípravě a konzumaci potravy. Je pravda, že v podmínkách, kdy se potraviny běžně tepelně upravují i konzumují, je hliník nejstálejší a prakticky nerozpustný. V neutrálním prostředí běžné pitné vody o pH = 7 je hliníkový povrch perfektně stabilní a bezpečný. Problém nastává, když je například vařený pokrm okyselen například octem. Kromě toho se v poslední době stále mírně zvyšuje kyselost pitné vody, především v důsledku kyselých dešťů. Pak může skutečně nastat situace, kdy se z hliníkových nádob bude uvolňovat hliník při každém použití. Na druhé straně je organismus vybaven řadou bariér[zdroj?], které brání pronikání sloučenin hliníku do tělesných tekutin a buněk.
Vdechování jemných prachů hlinitých sloučenin, jako je například oxid hlinitý, může vyvolat onemocnění plic.